# Великий Бангкок

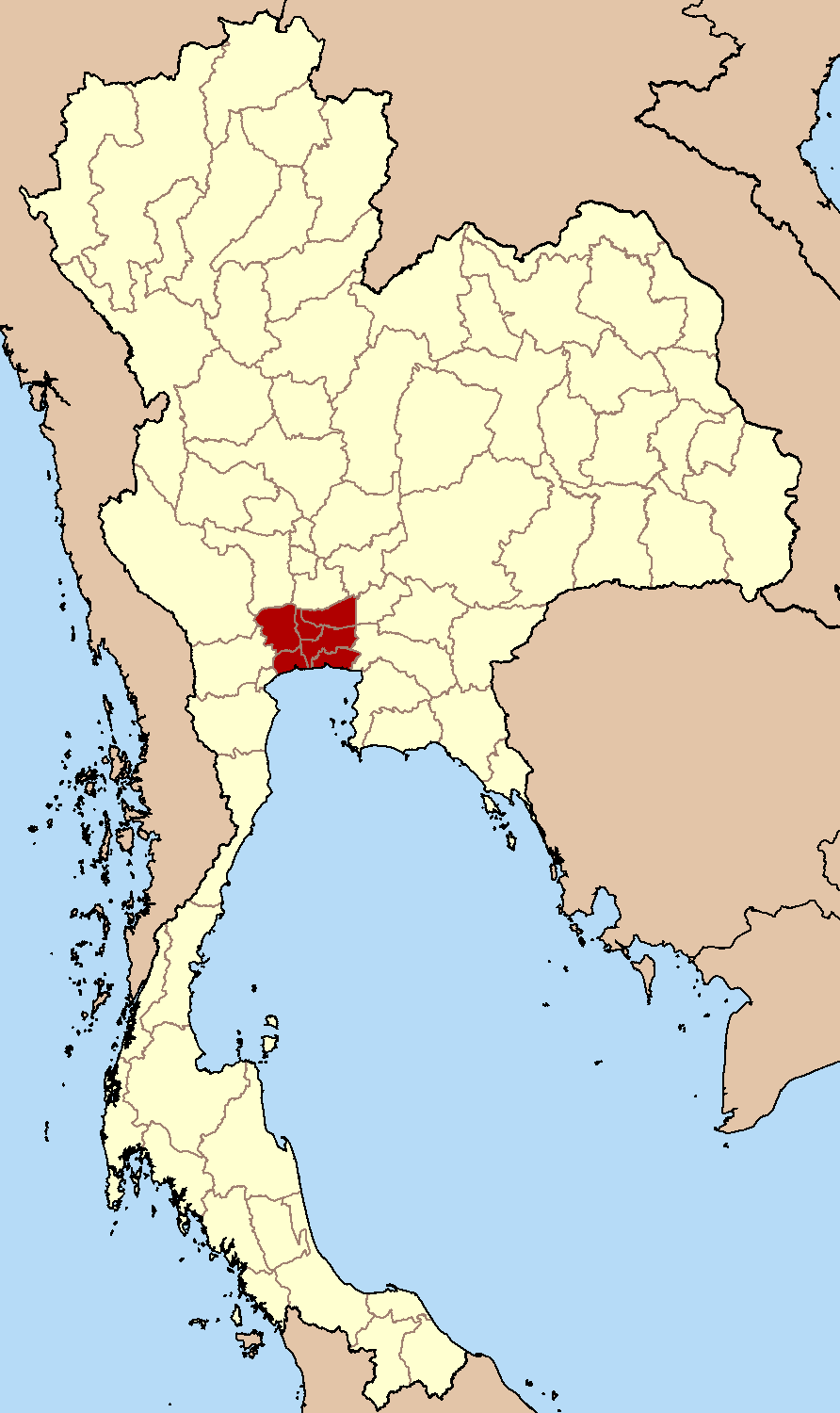

13°45′00″ пн. ш. 100°29′00″ сх. д. / 13.75° пн. ш. 100.48333333° сх. д.
Великий Бангкок — територія, що включає Бангкок і п'ять сусідніх провінцій (Нонтхабури, Самутпракан, Патумтхані, Самутсакон і Наконпатом).
Населення Великого Бангкоку оцінюється в 10,1 млн жителів (2008, близько 16% населення країни), територія — 7761,5 км². Великий Бангкок сильно урбанізований, густина населення становить 1301 чол/км². До складу агломерації входять, крім іншого, три крупних міста Таїланду — Бангкок, Нонтхабурі і Паккрет.
За рівнем життя і економічним розвитком Великий Бангкок — найрозвинутіша територія країни. Це приваблює нових робітників не тільки із сільської місцевості країни, але й з інших країн Південно-Східної Азії.